# Sylvia Tiryakiová
Sylvia Tiryakiová, nepřechýleně Sylvia Tiryaki, rozená Hazuchová (* 24. ledna 1973 Liptovský Mikuláš), je slovenská akademička, analytička a politická komentátorka, právnička se specializací na lidská práva a mezinárodní právo, aktivní členka občanské společnosti, která do roku 2018 působila v Turecku. Je předsedkyní slovenského Helsinského výboru pro lidská práva.

## Život
Vystudovala právo na Právnické fakultě Univerzity Komenského v Bratislavě a v roce 2013 obhájila titul Ph.D. v oboru Evropská studia a politiky na tamní Fakultě sociálních a ekonomických věd.
Během jejího akademického a profesionálního působení v Turecku byla na pozici viceprezidentky Katedry mezinárodních vztahů Istanbul Kültür University. Spolu se svým dlouholetým kolegou Mensurem Akgünem založila v roce 2009 na této turecké univerzitě İvýzkumný institut GPoT Center, doslovně „Centrum pro globální politické trendy“, kde zastávala funkci zástupkyně ředitele. Vedle toho na Fakultě ekonomických a administrativních věd této univerzity v letech 2003 až 2018  přednášela mezinárodní právo, filozofii, lidská práva a historii politického myšlení, a to jako členka fakulty, asistentka profesora a později jako místopředsedkyně katedry.
V roce 2022 působila jako odborný asistent na Ústavu mezinárodního a evropského práva Panevropské vysoké školy. Současně na Bratislavské mezinárodní škole liberálních studií (BISLA) přednášela předmět „Evropská Unie“.
Je předsedkyní slovenského Helsinského výboru pro lidská práva, kde se věnuje zvyšování povědomí o lidských právech a demokracii, a to zejména prostřednictvím vzdělávání. Pracovala na pozici poradce slovenského ministra  zahraničních věcí, a to jako odborník na region Blízkého východu a Turecka. V současnosti spolupracuje s mezinárodní organizací GLOBSEC, kde se specializuje na Blízký východ.
Stala se aktivní členkou občanské společnosti, když začala pracovat jako projektový manažer v Turecké nadaci ekonomických a sociálních studií (TESEV) se sídlem v Istanbulu. V rámci svého působení v TESEVu mezi jiným vypracovala i právní analýzu Annanova plánu pro sjednocení Kypru, o kterém hlasovali řečtí a turečtí Kypřané v referendu v roce 2004. Později založila Global Political Trends Center (GPoT Center) v Istanbulu, kde následně pracovala až do roku 2018 a dosud zde působí jako výzkumná pracovnice. Byla pravidelnou přispěvatelkou v tureckém deníku Turkish Daily News (Hürriyet Daily News, 2006–2009). Publikovala sloupky zabývající se různými tématy z oblasti mezinárodních politik v tureckém deníku Turkish Daily News. Příležitostně píše analýzy a komentáře pro domácí i zahraniční žurnály a účastní se mezinárodních konferencí po celém světě.
Mimo jiné byla členkou představenstva Human Security Collective (2013–2017) a přispěla k založení World Disability Foundation.
V rámci široké oblasti mezinárodních vztahů se specializuje především na Kypr, Blízký východ, Evropskou unii, Arménii, Izrael, Palestinu a tureckou zahraniční politiku.

## Publikace v angličtině
- Finding Common Grounds – Rediscovering the Common Narrative of Turkey and Europe. Bratislava: RC SFPA, 2009. (Editovaná kniha)
- A Promise to Keep: Time to end the international isolation of the Turkish Cypriots. Istanbul: TESEV Publications, June 2008. (Editovaná kniha)
- EU Accession Prospects for Turkey and Ukraine: Debates in New Member States. Warsaw: Institute of Public Affairs, 2006. (Editovaná kniha)
- Quo Vadis Cyprus?. Istanbul: TESEV Publications, April 2005. (Editovaná kniha)
- Freedom Flotila: Before and Aftermath in Middle East Observer. Anhens: Security and Defence Analysis Institute, Vol. 1, issue 3, August 2010.
- Ending the Isolation of Turkish Cypriots in Insight Turkey. Istanbul: SETA Foundation, Vol. 12, No. 1/2010, February 2010.
- European Identity 2006 in International Issues & Slovak Foreign Policy Affairs. Bratislava: RC SFPA, Vol. 1, 2006.
- The Annan Plan: A Missed Opportunity. World Security Network, 14 May, 2004.